# Protina guttulata
Protina guttulata är en insektsart som beskrevs av Brunner von Wattenwyl 1879. Protina guttulata ingår i släktet Protina och familjen vårtbitare. Inga underarter finns listade i Catalogue of Life.